# Corey Taylor
Corey Todd Taylor (n. 8 decembrie1973, Des Moines, Iowa, Statele Unite) este un cântăreț american de muzică rock și heavy metal, solistul trupelor Slipknot și Stone Sour.

## Viața personală
Născut în Iowa, Corey a fost în principal crescut de bunica lui în Waterloo. El este de origine germană și nativ american din partea tatălui și irlandez și olandez din partea mamei. Pasiunea lui pentru muzică a început din copilărie, când bunica lui i-a prezentat pentru prima dată albumele lui Elvis Presley.
La vârsta de 15 ani, Corey avea deja probleme cu drogurile, suferind supradoză de cocaină de două ori. În urma acestor incidente, bunica lui a luat custodie legală asupra sa.
La vârsta de 18 ani, Taylor a încercat sǎ se sinucidă prin supradoză, însă a fost salvat de mama fostei sale iubite, ce l-a condus până la spitalul din Des Moines. Acesta descrie momentul ca fiind "cel mai josnic punct din viața lui."
Taylor nu și-a cunoscut tatăl până la vârsta de 30 de ani, cei doi se înțeleg bine acum, deși nu au o legătură foarte strânsă.
Pe 17 septembrie 2002, fosta soție a lui Taylor, Scarlett, a dat naștere primului său fiu, Griffin Parker. El mai avea de asemenea o fiică numită Angeline dintr-o relație anterioară.
Având probleme cu alcoolul, Corey a incercat să se sinucidă sărind de la balconul unei clădiri.
Soția sa și prietenul lui cel mai bun, Thom Hazaert, l-au oprit din a sări.
Taylor a divorțat de Scarlett la 3 ani după căsătorie, recăsătorindu-se în 2009 cu Stephanie Luby în Las Vegas.
Pe 6 octombrie 2019 s-a căsătorit cu Alicia Dove.

## Slipknot

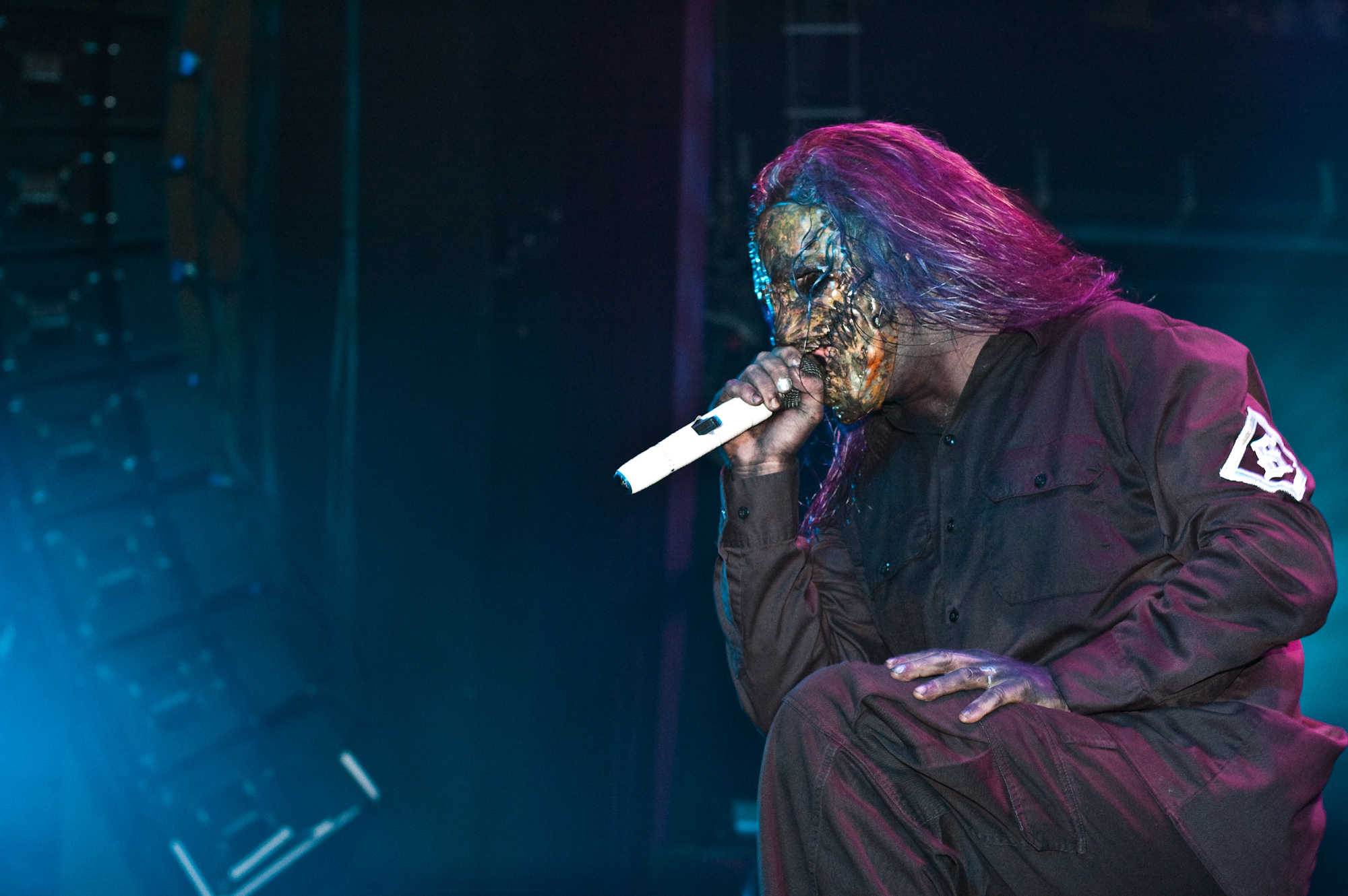
Corey Taylor în concert cu formația Slipknot

În Des Moines, Iowa, Joey Jordison, Shawn Crahan și Mick Thomson îl abordează cu intenția de a forma trupa Slipknot. El este de acord și se prezintă la o audiție, unde cântă in fața acestora. Dintre cei 9 membrii ai trupei, Corey a fost al 6-lea membru ce a intrat in formație oficial. 
Cântând alături de Slipknot, Corey e de asemenea cunoscut sub "Number Eight" ("Numărul opt"), dat fiind că trupa urmează o schema numerică pentru membrii săi, numerotând fiecare membru cu o cifra de la 0-8. Corey a ales numărul 8 pentru că acesta simbolizează infinitul.
Simțindu-se de parcă poate evolua ca muzician mai mult alături de Slipknot decât de Stone Sour, Corey decide să renunțe temporar la aceasta, deși erau în procesul de a înregistra un album la data respectivă. Primul show al trupei Slipknot a fost pe 22 august 1997. După spusele membrilor, acesta nu a decurs bine. În prima lor performanțǎ, Taylor nu a purtat mască; totuși, pentru cel de al doilea show al său, aproape o luna mai târziu, Corey a purtat o mască asemănătoare cu cea din albumul lor de debut. Masca actuală a lui Corey a fost descrisă de Chris Harris, MTV, "de parcă ar fi facută din piele uscată de om, Leatherface, dacă ar fi folosit și cremă."
Taylor a înregistrat de la lansarea celui de al doilea album demo, un demo auto-intitulat pentru promovarea trupei în prospectiva producătorilor și caselor de discuri. Ca vocalist permanent, acesta a înregistrat cu Slipknot în Indigo Ranch, Malibu, California și a lansat "Slipknot", albumul de debut al trupei, ce a ajuns numărul 1 în Top Heatseekers chart, a primit 2x Platinum în Statele Unite, și a fost inclus în cartea 2006 a 1001 Albume ce trebuie să le asculți înainte să mori (1001 Albums You Must Hear Before You Die). Taylor a fost acuzat de plagiarism, cu privire la versurile piesei "Purity", dar nu au fost luate acțiuni legale împotriva sa.
Taylor a început să înregistreze pentru cel de-al doilea album al trupei, "Iowa", în 2001, acesta a ajuns numărul 1 în UK Albums Chart, după lansarea pe 28 august 2001. De asemenea, ajungând numărul 3 în Billboard 200. Vol. 3: (The Subliminal Verses) a ajuns numărul 2 în Billboard 200. All Hope Is Gone a fost primul album Slipknot ce a ajuns numărul 1 în Billboard 200.

## Discografie

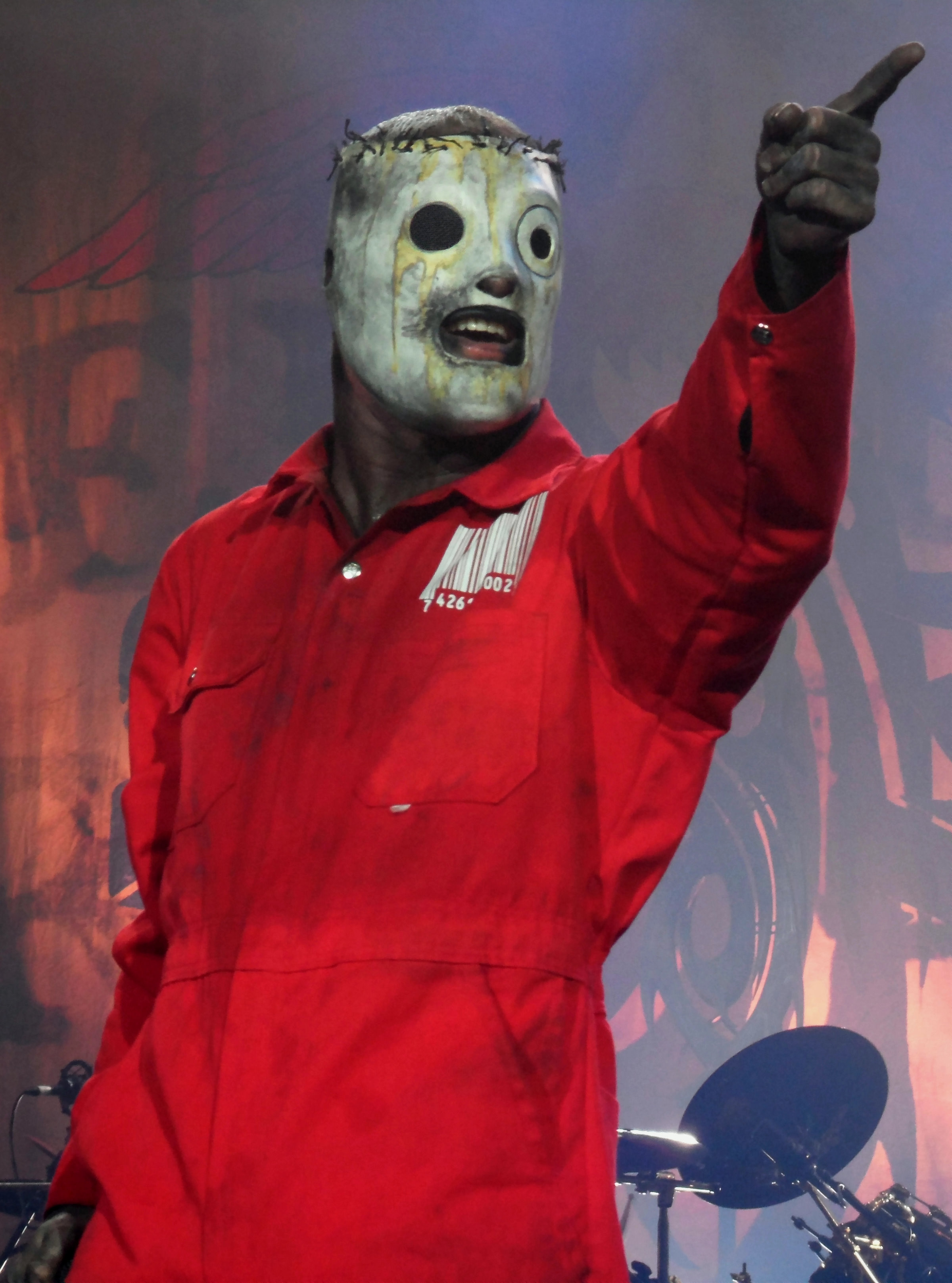
Corey Taylor în concert Slipknot

### Cu Stone Sour
- 2002: Stone Sour
- 2006: Come What(ever) May
- 2010: Audio Secrecy
- 2012: House of Gold & Bones Part 1
- 2013: House of Gold & Bones Part 2
- 2017: Hydrograd

### Cu Slipknot
- 1999: Slipknot
- 2001: Iowa
- 2004: Vol. 3: (The Subliminal Verses)
- 2005: 9.0: Live
- 2008: All Hope Is Gone
- 2012: Anntenas to Hell
- 2014: 5: The Gray Chapter
- 2019: We Are Not Your Kind

### Alte melodii
- 1998: Sister Soleil "Soularium"
- 1998: Smakdab Smakdab
- 2000: Snot Strait Up
- 2000: Soulfly Primitive
- 2001: Slitheryn
- 2002: Black Flag Rise Above: 24 Black Flag Songs to Benefit the West Memphis Three
- 2003: Anthrax With Fu ll Force Festival in Germany
- 2004: Damageplan New Found Power
- 2005: Roadrunner United The All-Star Sessions
- 2006: Korn Family Values 2006"
- 2007: Apocalyptica Worlds Collide
- 2007: Dream Theater Systematic Chaos
- 2008: Walls of Jericho: "Redemption (EP)" (melodiile 1, 2 & 5)[2]
- 2009: Steel Panther: Feel the Steel
- 2016: Korn: A Different World